# دلیله المطیرات
دلیله المطیرات یک منطقهٔ مسکونی در اردن است که در استان مادبا واقع شده‌است.